# Papírnyír
A papírnyír (Betula papyrifera) az egyik legelterjedtebb amerikai nyírfaj. Labradortól Alaszkáig és az USA északi területein is megtalálható. Kérgéből régen kenut készítettek.

## Élőhelye
Észak-Amerika magashegyi vagy sarkvidéki erdők.

## Leírása
Terebélyes, kúpos 30 m magasra megnövő lombhullató faj.
Kérge fehér, feltűnő sötét paraszemölcsökkel. Vékony lemezekből hámló, a frissen felszínre kerülő rétegek világosabbak, rózsás és narancsos árnyalatúak.
Levelei tojásdadok, 10 xm hosszúak, 7,5 cm szélesek, hegyes csúcsúak, fogazottak. Felszínük sötétzöld, fonákjuk világosabb, fiatalon az erek mentén szőrös. Ősszel sárgára, narancssárgára színeződnek.
Virágok tavasszal nyílnak. A sárga, lecsüngő porzós barkák 10 cm hosszúak, a termősek zöldek, lecsüngők vagy szabálytalanul állnak. A termős barka éretten apró szárnyas makkokra esik szét.

## Képek

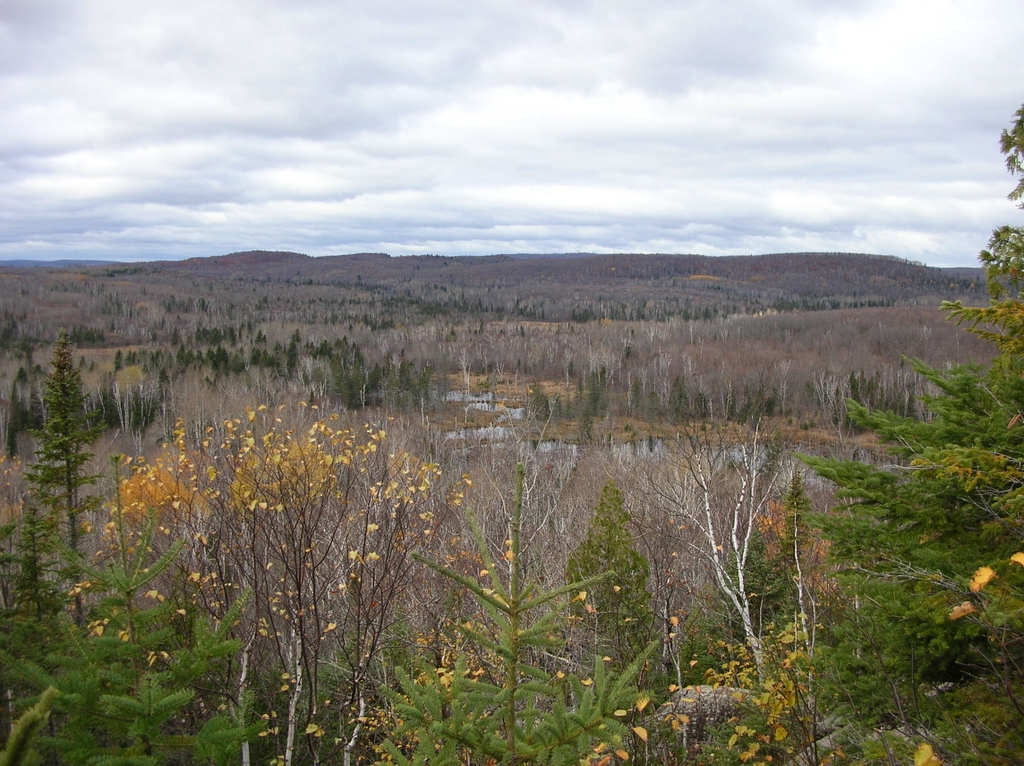
termőhelyén
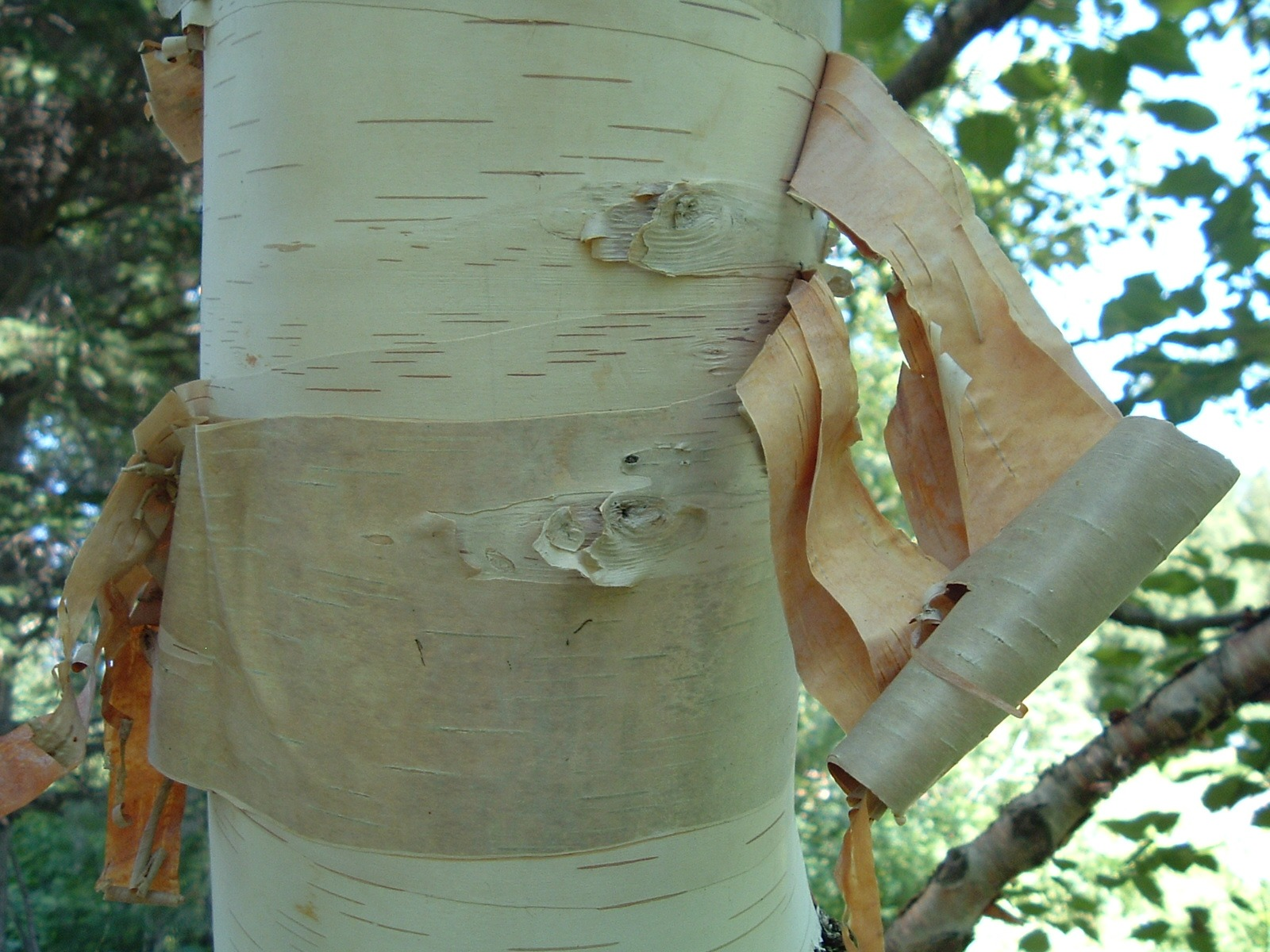
Kérge
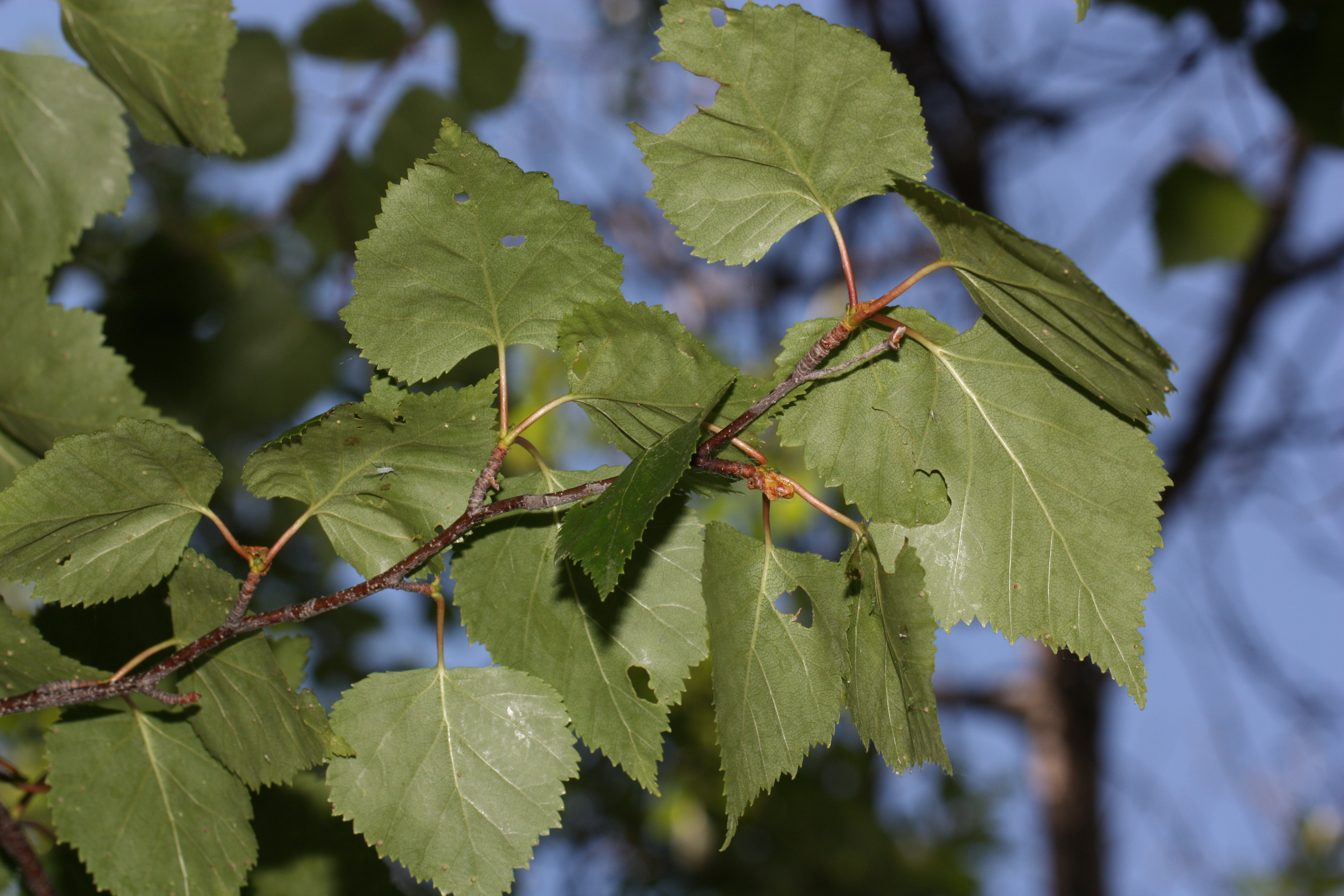
Levele
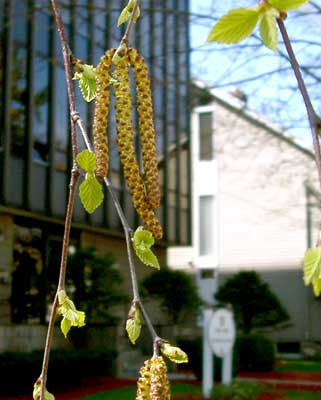
barkái
Elterjedése